# Кларіонський університет
41°12′32″ пн. ш. 79°22′41″ зх. д. / 41.209° пн. ш. 79.378° зх. д.
«Університет Кларіон Пенсільванії», PennWest Clarion, формально Pennsylvania Western University, Clarion, є державним університетом у Кларіоні, штат Пенсільванія, США. Він є частиною Західного університету Пенсільванії. Заклад спочатку був заснований у 1867 році як «Семінарія перевізників». Перш ніж прийняти свою нинішню назву в 2022 році, протягом своєї історії він носив кілька різних назв, останньою з яких був «Університет Кларіон Пенсільванії». Тепер він пропонує ступінь асоційованого спеціаліста, бакалавра та магістра, а також сертифікаційні програми та ступінь доктора медсестринської практики.